# Antilly (Moselle)

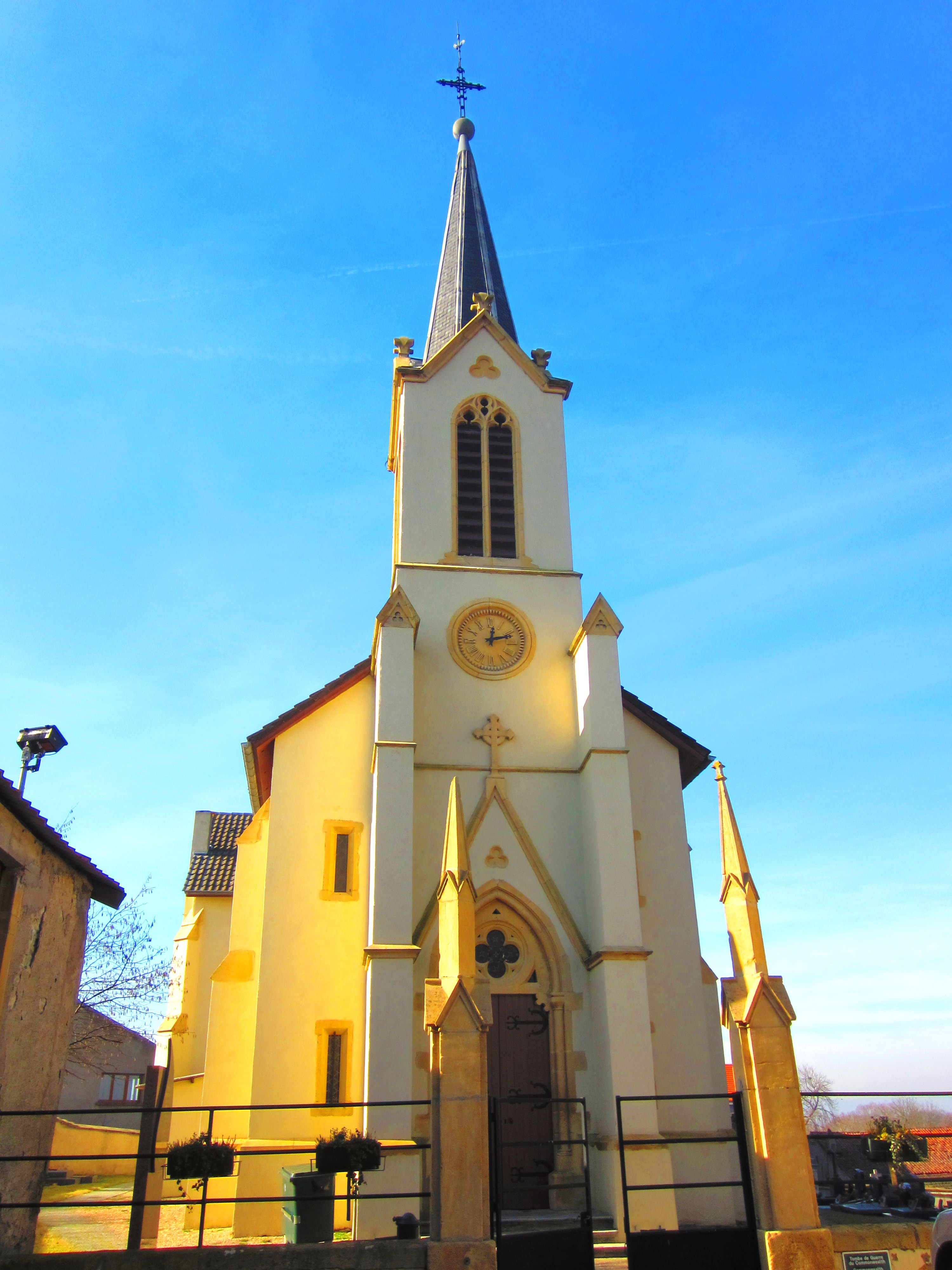
Kirche St. Barthélemy

Antilly ist eine französische Gemeinde mit 195 Einwohnern (Stand 1. Januar 2022) im Département Moselle in der Region Grand Est (bis 2015 Lothringen). Sie gehört zum Arrondissement Metz.

## Geographie
Die Gemeinde Antilly liegt in Lothringen, etwa zehn Kilometer nordnordöstlich von Metz an der rechten Seite der Mosel und vier Kilometer westlich von Vigy auf einer Höhe zwischen 170 und 224 m über dem Meer. Das Gemeindegebiet umfasst 4,74 km².

## Geschichte
Antilly  wurde 1297 erstmals als Antiley erwähnt. Die Ortschaft gehörte früher zum Bistum Metz.
Durch den Frankfurter Frieden vom 10. Mai 1871 kam die Region an das deutsche Reichsland Elsaß-Lothringen, und das Dorf wurde dem Landkreis Metz im Bezirk Lothringen zugeordnet. Die Dorfbewohner betrieben Getreide-, Obst- und Weinbau.
Nach dem Ersten Weltkrieg musste die Region aufgrund der Bestimmungen des Versailler Vertrags 1919 an Frankreich abgetreten werden und wurde Teil des Département Moselle. Im Zweiten Weltkrieg war die Region von der deutschen Wehrmacht besetzt.
Von 1915 bis 1919 trug die Gemeinde den deutschen Namen Antullen und von 1940 bis 1944 Antingen.

### Demographie
| Anzahl Einwohner seit Ende des Zweiten Weltkriegs | Anzahl Einwohner seit Ende des Zweiten Weltkriegs | Anzahl Einwohner seit Ende des Zweiten Weltkriegs | Anzahl Einwohner seit Ende des Zweiten Weltkriegs | Anzahl Einwohner seit Ende des Zweiten Weltkriegs | Anzahl Einwohner seit Ende des Zweiten Weltkriegs | Anzahl Einwohner seit Ende des Zweiten Weltkriegs | Anzahl Einwohner seit Ende des Zweiten Weltkriegs | Anzahl Einwohner seit Ende des Zweiten Weltkriegs |
| ------------------------------------------------- | ------------------------------------------------- | ------------------------------------------------- | ------------------------------------------------- | ------------------------------------------------- | ------------------------------------------------- | ------------------------------------------------- | ------------------------------------------------- | ------------------------------------------------- |
| Jahr                                              | 1962                                              | 1968                                              | 1975                                              | 1982                                              | 1990                                              | 1999                                              | 2007                                              | 2019                                              |
| Einwohner                                         | 103                                               | 95                                                | 117                                               | 111                                               | 94                                                | 107                                               | 116                                               | 184                                               |

## Sehenswürdigkeiten
- Kirche St. Barthélemy